# Голді Гоун
Ґолді Гоун (англ. Goldie Hawn, нар. 21 листопада 1945) — американська акторка, кінорежисерка, продюсерка, співачка, танцюристка, музикантка й телеведуча єврейського походження. Лауреатка премій Оскар і Золотий глобус. Власниця зірки на Голлівудській алеї слави.

## Життєпис
Народилася у Вашингтоні 21 листопада 1945 року, в сім'ї скрипаля. Мати була вчителькою танців, тому Ґолді з трьох років вже займалася хореографією та співами. Як акторка дебютувала в 16 років, зігравши Джульєтту у театральній постановці. У коледжі Гоун продовжила займатися танцями і акторською майстерністю. Щоб оплатити навчання, викладала хореографію. Після коледжу вступила на факультет драми Американського університету, але полишила його і поїхала в Нью-Йорк. Тут влаштувалася танцюристкою, незабаром її помічають та запрошують в комедійний телесеріал «Доброго ранку, світ».
Першою значною роллю Ґолді Гоун була безтурботна дівчина-тусовщиця у «Квітці кактуса» (1969), в цій стрічці також знімалися Волтер Меттау та Інгрід Бергман; за цей дебют Ґолді Гоун отримала «Оскар» і «Золотий глобус» у категорії «Найкраща жіноча роль другого плану». Більш глибока роль дісталася їй у «Шугарлендському експресі», режисерському дебюті Стівена Спілберга (1973). Два роки по тому вона блискуче зіграла подругу Воррена Бітті у комедії «Шампунь». За фільм «Рядовий Бенджамін» (1980) номінувалася на «Оскар» за найкращу жіночу роль.
З 1983 року у фактичному шлюбі з Куртом Расселом. Мають спільного сина. Дочка Гоун від першого шлюбу з музикантом Біллом Гадсоном, Кейт Гадсон, теж стала акторкою і в 2000 році була номінована на «Оскар». Серед комедійних фільмів за участю Ґолді Гоун — «Клуб перших дружин» (1996), у якому вона грає разом з Даян Кітон і Бетт Мідлер, і «Сестрички Бенгер» (2002), у якому її партнеркою виступила Сьюзен Сарандон.
Ґолді Гоун є прихильницею буддизму і стверджує, що виховала своїх дітей у традиціях східної духовності.

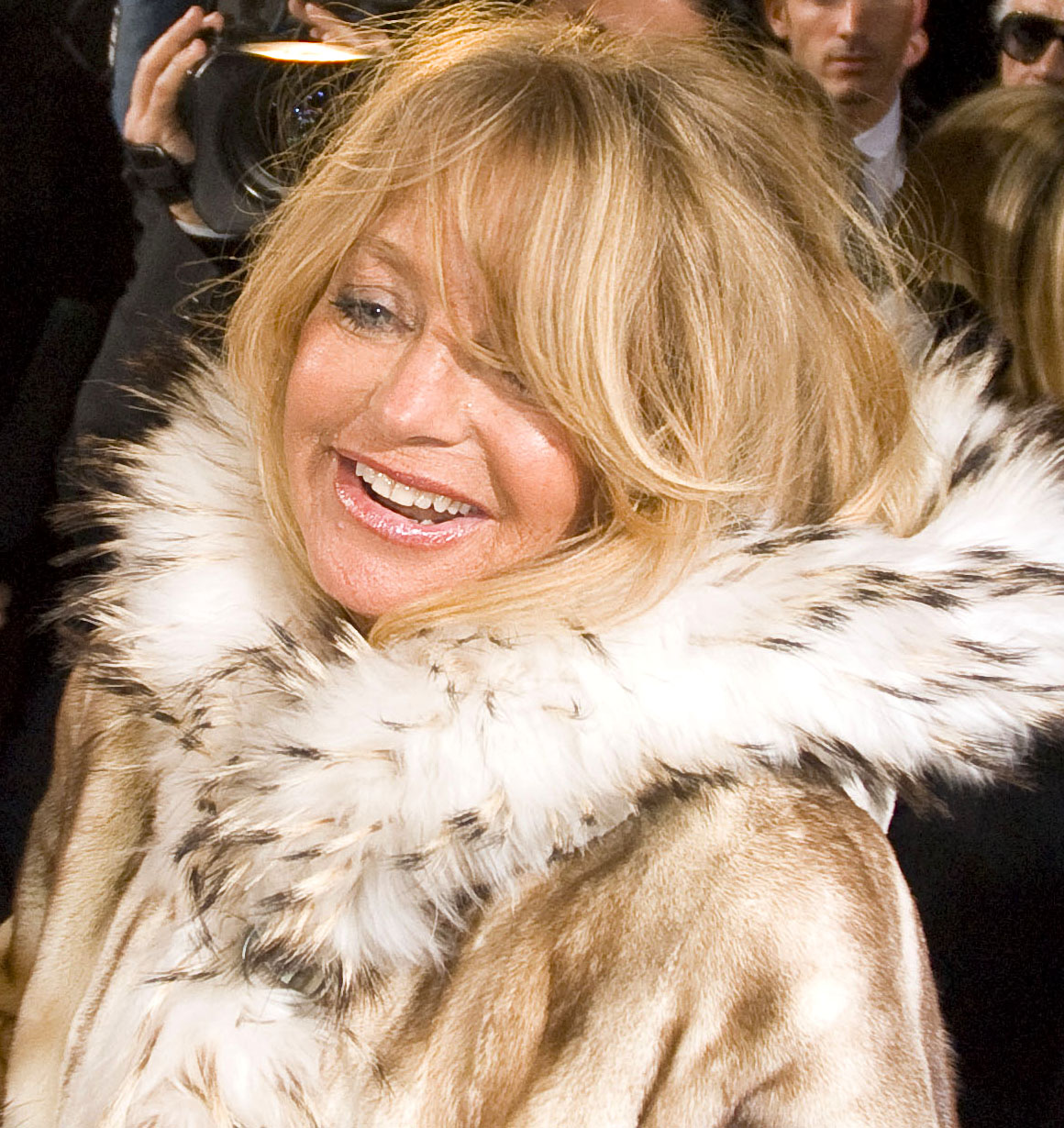
Ґолді Гоун, 2008 рік

## Фільмографія

### Акторка
- 1968 — Один єдиний справді-оригінальний сімейний оркестр / сміхотлива дівчинка
- 1969 — Квітка кактуса / Тоні Сіммонс
- 1970 — Гей! У моєму супі дівчина / Меріон
- 1972 — Метелики вільні / Джилл Таннер
- 1974 — Шугарлендський експрес / Лу Джин Поплін
- 1975 — Шампунь / Джилл
- 1976 — Герцогиня та зацькований Лис / Аманда Квейд / Герцогиня Сансбері
- 1980 — Рядовий Бенджамін / рядова Джуді Бенджамін
- 1980 — Як за старих, добрих часів / Ґленда Ґарденія Паркс
- 1982 — Найкращі друзі / Паула МакКаллен
- 1984 — Перезмінка / Кейт Волш
- 1984 — Протокол / Санні Девіс
- 1986 — Дикі кішки / Моллі Макґрат
- 1987 — За бортом / Джоанна Стейтон
- 1990 — Пташка на дроті / Меріенн Ґрейвз
- 1992 — Смерть їй личить / Гелен Шарп
- 1992 — Господарка дому / Ґвен Філіпс
- 1996 — Клуб перших дружин / Еліз Еліот
- 1996 — Всі кажуть, я тебе кохаю / Стеффі Дендрідж
- 1999 — Приїжджі / Ненсі Кларк
- 2001 — Місто та село / Мона Міллер
- 2002 — Сестрички Бенгер / Сюзетт
- 2017 — Викрадені
- 2018 — Різдвяні хроніки / Місіс Клаус
- 2020 — Різдвяні хроніки 2 / Місіс Клаус

### Режисерка

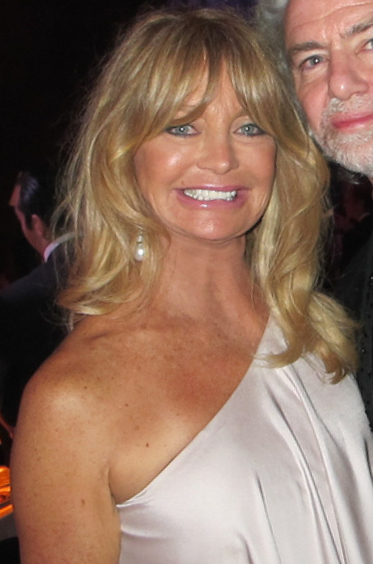
Ґолді Гоун на «Кіно проти СНІД» у 2011 року.

- 1997 — Надія

### Продюсерка
| Рік  | Фільм                      | Назва англійською         |
| ---- | -------------------------- | ------------------------- |
| 1980 | Рядовий Бенджамін          | Private Benjamin          |
| 1984 | Протокол                   | Protocol                  |
| 1986 | Дикі коти                  | Wildcats                  |
| 1990 | Мої блакитні небеса        | My Blue Heaven            |
| 1995 | Є про що поговорити        | Something to Talk About   |
| 1997 | Надія                      | Hope                      |
| 2001 | Коли Біллі перемагає Боббі | When Billie Beat Bobby    |
| 2002 | Історія Меттью Шепарда     | The Matthew Shepard Story |

## Нагороди та номінації
| Year | Фільм                        | Премія                              | Категорія                                         | Результат |
| ---- | ---------------------------- | ----------------------------------- | ------------------------------------------------- | --------- |
| 1969 | Квітка Кактуса               | Оскар                               | За найкращу жіночу роль другого плану             | Перемога  |
| 1969 | Квітка Кактуса               | Давид ді Донателло                  | Special David                                     | Перемога  |
| 1969 | Квітка Кактуса               | Золотий глобус                      | За найкращу жіночу роль другого плану — кінофільм | Перемога  |
| 1969 | Квітка Кактуса               | BAFTA                               | За найкращу жіночу роль                           | Номінація |
| 1970 | There's a Girl in My Soup    | BAFTA                               | За найкращу жіночу роль                           | Номінація |
| 1972 | Метелики вільні              | Золотий глобус                      | За найкращу жіночу роль — комедія або мюзикл      | Номінація |
| 1975 | Шампунь                      | Золотий глобус                      | За найкращу жіночу роль — комедія або мюзикл      | Номінація |
| 1976 | Герцогиня та зацькований лис | Золотий глобус                      | За найкращу жіночу роль — комедія або мюзикл      | Номінація |
| 1978 | Foul Play                    | Золотий глобус                      | За найкращу жіночу роль — комедія або мюзикл      | Номінація |
| 1980 | Рядовий Бенджамін            | Оскар                               | За найкращу жіночу роль                           | Номінація |
| 1980 | Рядовий Бенджамін            | Золотий глобус                      | За найкращу жіночу роль — комедія або мюзикл      | Номінація |
| 1980 | Рядовий Бенджамін            | Національна спілка кінокритиків США | За найкращу жіночу роль                           | Номінація |
| 1980 | Рядовий Бенджамін            | Спільнота кінокритиків Нью-Йорка    | За найкращу жіночу роль                           | Номінація |
| 1982 | Найкращі друзі               | Золотий глобус                      | За найкращу жіночу роль — комедія або мюзикл      | Номінація |
| 1996 | Клуб перших дружин           | Національна рада кінокритиків США   | За найкращий акторський склад                     | Перемога  |
| 1996 | Всі кажуть, я тебе кохаю     | Супутник                            | За найкращу жіночу роль другого плану — кінофільм | Номінація |
| 2002 | Сестрички Бенгер             | Золотий глобус                      | За найкращу жіночу роль — комедія або мюзикл      | Номінація |